# 包澤
包澤（1449年—1505年），字民望，號東川，浙江寧波府鄞縣人，民籍，明朝政治人物。

## 生平
成化十九年（1483年）癸卯科浙江鄉試第八十七名舉人，弘治九年（1496年）丙辰科進士。授雲南道監察御史，督视京师通渠，十三年（1500年）陕西清軍，之后巡按湖广，弘治十五年七月十八日卒于京师府邸，享年五十七。

## 著作
有《東川政績》十二卷。

## 家族
曾祖包文助；祖父包甸；父包銘，號素庵；母紀氏。侄子包梧（1491年-？），字子沐，號白厓，嘉靖元年（1522年）壬午科舉人，官苏州府通判，以忤织造中贵，遭诬奏，逮诏狱。旋谪无为州同知，移成都府通判、漳州府同知，与上官議不合，遂拂衣去。为文奇诡雄俊，自成一家言，著有《白厓集》。